# 修道院長聖アントニウスに現れるキリスト
『修道院長聖アントニウスに現れるキリスト』（しゅうどういんちょうせいアントニウスにあらわれるキリスト、英: Christ Appearing to Saint Anthony Abbot）、または『聖アントニウスの誘惑』（せいアントニウスのゆうわく、伊: Tentazioni di sant'Antonio Abate、英: The Temptation of Saint Anthony）は、イタリアのバロック絵画の巨匠アンニーバレ・カラッチが1598-1600年に銅板上に油彩で制作した絵画である。初期キリスト教の修道士で、エジプトの砂漠で禁欲的な生活を送った隠遁聖者の1人聖アントニウスが誘惑される物語を題材としている。19世紀にイギリスの収集家によって取得され、1846年に購入されて以来、ロンドン・ナショナル・ギャラリーに所蔵されている。

## 作品

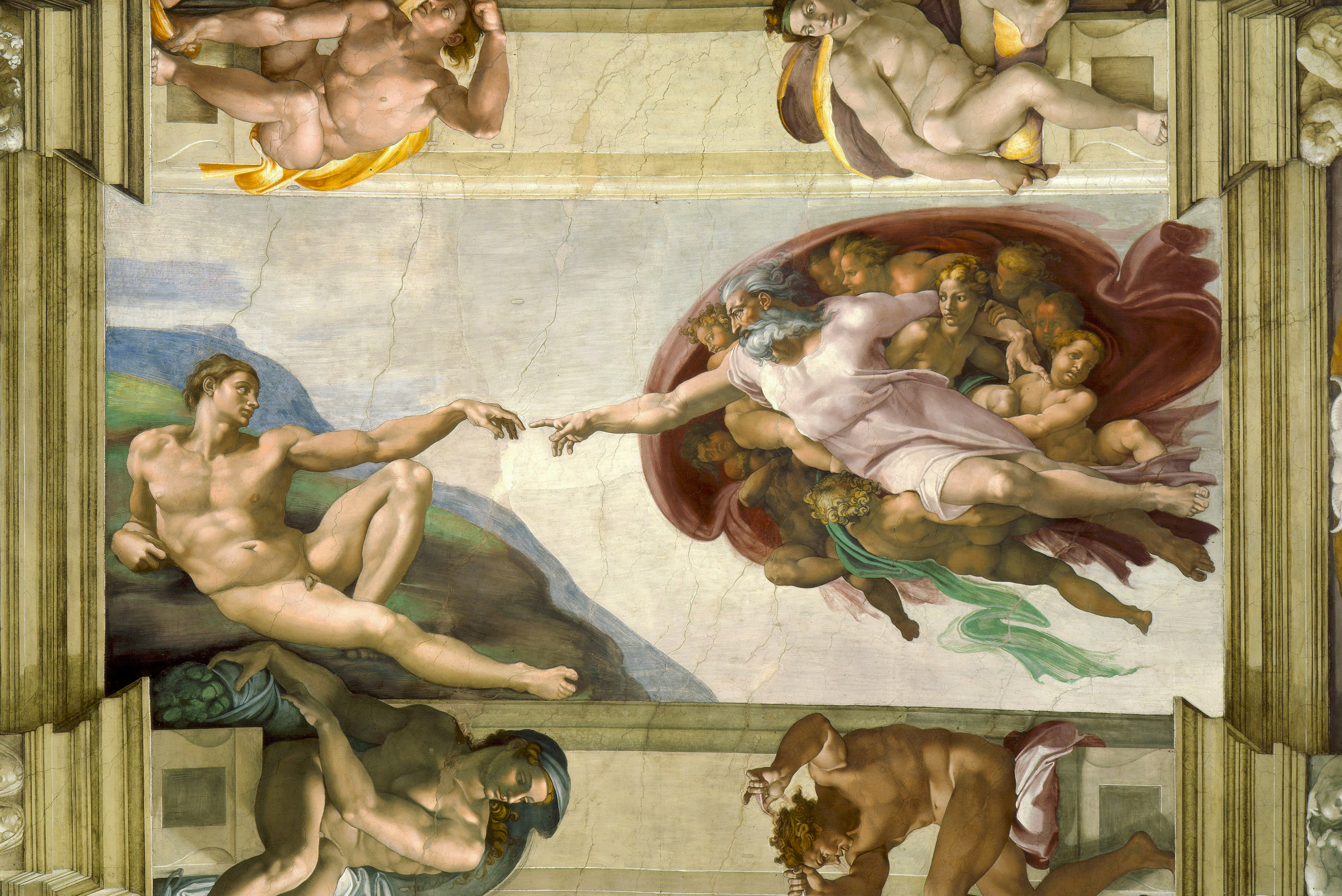
ミケランジェロ『アダムの創造』システィーナ礼拝堂天井画 (ヴァチカン宮殿)

この絵画が誰に委嘱されたのかは不明である。しかし、作品は1650年にボルゲーゼ家のコレクションにあったことが記録されており、おそらく教皇パウルス5世の甥シピオーネ・ボルゲーゼ枢機卿のために制作されたのであろう。
作品に描かれている聖アントニウスは、彼が送っていた禁欲的生活から逸脱させようとした悪魔の誘惑を退けたことで有名であった。彼は251年にエジプトのコマに生まれた。20代で財産を放棄した後、苦行の道に入り、286年からピスピル山の砦跡に住んだ。同時代の伝記作者アレクサンドリアのアタナシオスによれば、最初に悪魔は聖アントニウスを退屈感、怠惰の感覚、性的妄想で苦しめようとしたが、失敗し、後に彼を獣や怪物で襲った。画面では、毛衣を纏った髭の男が悪魔的怪物の一群によって激しく脅されている。彼は本を投げ出し、天に救いを求めており、天には雲によりかかったイエス・キリストが現れている。場面は、広い風景の中にある洞窟の入り口に設定されている。
聖アントニウスのポーズは、ミケランジェロによるシスティーナ礼拝堂天井画 (ヴァチカン宮殿) の『アダムの創造』に描かれているアダムのポーズに大きな影響を受けている。悪魔たちの描写はフランドルの画家たちの「聖アントニウスの誘惑」の絵画から採られているようであり、アントニオ・テンペスタの版画に明瞭に見られる構図的規範に従っている。
ジョヴァンニ・ピエトロ・ベッローリは、1672年の『芸術家列伝』で、この絵画を「聖アントニウスが化け物のような悪魔に苦しめられ、彼を救うために現れている神に腕を伸ばし横たわっている、ボルゲーゼ家の邸宅にある小さな銅板 (絵画) 」として述べ、「最上の賛辞」に値するものだと記した。